# بنی عیاران
بنی عیاران سلسله مستقل کرد در غرب ایران (۴۰۱ تا ۵۱۱ ق).
که در قسمت‌هایی از قلمرو حسنویه بر شهرهای مهم کردستان و بلاد دینور و همدان و نهاوند تا حدود خوزستان حکومت کرده‌اند. آخرین حاکم حسنویه امیر طاهر برزینی ، است که توسط ابوالشوک (حسام الدوله) حاکم سلسله بنی عیاران از بین رفت.
بیشتر نواحی قلمرو امیر طاهر حسنویه به تصرف حاکم کرد بنی عیاران ابوالشوک (حسام الدوله) درآمد، در بعضی از منابع عربی نام آن‌ها بنی عیاز یا عنّازیان آمده.
برخی از امیران مهم بنی عیاران عبارتند از: 
- ابوالفتح محمد بن عناز (۳۸۱–۴۰۱ ق)(۹۹۱–۱۰۱۱ م) بیستون
- ابوالشوک حسام الدولة فارس بن محمد (۴۰۱–۴۳۷ ق) (۱۰۱۱–۱۰۴۶ م) حلوان
- مهلهل بن محمد (۴۰۱–۴۳۷ ق)(۱۰۱۱–۱۰۴۶ م) شهرزور
- مهلهل بن محمد (۱۰۴۶–۱۰۴۹ م) کرمانشاه
- سرخاب بن محمد (۱۰۱۱–۱۰۵۵ م) بندانجین
- سعدی یا سعدة بن فارس ۱۰۴۶ ۱۰۵۵ م
- سرخاب بن بدر بن مهلهل (۱۰۵۵–۱۱۰۷ م) تاریخ تقریبی
- أبو منصور بن سرخاب ۱۱۰۷ م

حکومت بنی عیاران تا ۵۱۱ ه.ق دوام داشته‌است. با حمله ترکمنهای سلجوقی سلسله بنی عیاران از بین رفته و مقدمات حکومت اتابکان لرستان به وجود آمد.